# Лесадж (Західна Вірджинія)
Лесадж (англ. Lesage) — переписна місцевість (CDP) в США, в окрузі Кабелл штату Західна Вірджинія. Населення — 1290 осіб (2020).

## Географія
Лесадж розташований за координатами 38°29′12″ пн. ш. 82°16′57″ зх. д. / 38.48667° пн. ш. 82.28250° зх. д. (38.486641, -82.282526).  За даними Бюро перепису населення США в 2010 році переписна місцевість мала площу 18,74 км², з яких 15,78 км² — суходіл та 2,95 км² — водойми.

## Демографія
Згідно з переписом 2010 року, у переписній місцевості мешкало 1358 осіб у 597 домогосподарствах у складі 394 родин. Густота населення становила 72 особи/км².  Було 645 помешкань (34/км²).
Расовий склад населення:
| - 97,1 % — білих - 0,7 % — чорних або афроамериканців - 0,1 % — азіатів |

До двох чи більше рас належало 2,0 %. Частка іспаномовних становила 0,7 % від усіх жителів.
За віковим діапазоном населення розподілялося таким чином: 21,0 % — особи молодші 18 років, 60,1 % — особи у віці 18—64 років, 18,9 % — особи у віці 65 років та старші. Медіана віку мешканця становила 43,8 року. На 100 осіб жіночої статі у переписній місцевості припадало 89,1 чоловіків;  на 100 жінок у віці від 18 років та старших — 86,9 чоловіків також старших 18 років.
Середній дохід на одне домашнє господарство  становив 46 998 доларів США (медіана — 39 531), а середній дохід на одну сім'ю — 57 998 доларів (медіана — 51 715). Медіана доходів становила 43 750 доларів для чоловіків та 36 563 долари для жінок. За межею бідності перебувало 11,3 % осіб, у тому числі 0,0 % дітей у віці до 18 років та 10,0 % осіб у віці 65 років та старших.
Цивільне працевлаштоване населення становило 609 осіб. Основні галузі зайнятості: освіта, охорона здоров'я та соціальна допомога — 33,7 %, роздрібна торгівля — 24,8 %, виробництво — 12,5 %, мистецтво, розваги та відпочинок — 5,7 %.